# William Sanderson
William Sanderson, född 10 januari 1944 i Memphis i Tennessee, är en amerikansk skådespelare.

## Filmografi i urval
- 1977 – Fight for Your Life
- 1979 – Polisbil 6-Z-4 svarar inte
- 1979 – Savage Weekend
- 1980 – Loretta
- 1981 – Jagad till vanvett
- 1981 – Raggedy Man
- 1982 – Blade Runner
- 1982–1990 – Newhart (TV-serie) (91 avsnitt)
- 1983 – Lone Wolf McQuade
- 1984 – City Heat
- 1985 – Fletch
- 1986 – Black Moon Rising
- 1991 – Rocketeer
- 1993 – Man's Best Friend
- 1994 – Klienten
- 1994 – Wagons East! eller hur vilda västern gick förlorad
- 1996 – Andersonville
- 1996 – Last Man Standing
- 1996 – Forest Warrior
- 2003 – Gods and Generals
- 2004–2006 – Deadwood (TV-serie) (36 avsnitt)
- 2008 – Pretty Ugly People
- 2008–2012 – True Blood (TV-serie) (39 avsnitt)
- 2014 – A Merry Christmas Miracle